# FCW 서던 헤비웨이트 챔피언십
FCW 서던 헤비웨이트 챔피언십(FCW Southern Heavyweight Championship)은 FCW를 대표하는 타이틀이었다. 

## 역사
2007년 6월 26일 결성되었다. 2008년 3월 22일 제이크 헤이커가 FCW 서던 헤비웨이트 챔피언 히스 밀러를 꺽고 FCW 헤비급 챔피언십과 통합하면서 역사의 뒤안길로 사라진다.

## 기록들
- 초대 챔피언: 해리 스미스
- 마지막 챔피언 : 제이크 헤이거
- 최장수 챔피언: 해리 스미스 (112일)
- 최단 기간 챔피언: 제이크 헤이커 (0일)

## 역대 챔피언
- 해리 스미스 (초대 챔피언)
- 아파 주니어
- TJ 윌슨
- 테드 디비아시 주니어
- 히스 밀러
- 제이크 헤이거 (마지막 챔피언)

## 같이 보기
- FCW 헤비급 챔피언십